# Josefina Tamarez
Josefina Núñez Tamarez (San Cristóbal, República Dominicana, 8 de marzo de 1960) es una catedrática universitaria, educadora en física y matemática y política dominicana. Fue  Diputada al Congreso Nacional por la provincia San Cristóbal para el periodo 2010-2016 y 2016-2020. También fue miembro del Partido de la Liberación Dominicana (PLD) hasta su renuncia a dicha organización política en octubre del 2019, para luego pasar al partido Fuerza del Pueblo, organización fundada por Leonel Fernández.

## Biografía
Josefina nació en la provincia San Cristóbal el 8 de marzo de 1960. Es hija de Isabel Tamarez y Domingo Núñez. Es una educadora de larga trayectoria y profesión, graduada con una licenciatura en física y matemática de la Universidad Autónoma de Santo Domingo.
Se graduó de maestra en la escuela de Formación Integral Américo Lugo. Más adelante, obtuvo el título de tecnología educativa en la Universidad Autónoma de Santo Domingo. Fue allí mismo donde obtuvo y realizó un postgrado en matemática, donde también conquistó la investidura en matemática pura.
Con su experiencia magistral laboral ha sido docente en el nivel básico, técnica de educación y más tarde Directora del Distrito Educativo 04-03 ubicado en San Cristóbal.

## Inicios en la política
Josefina Tamarez, primero inició como simpatizante del Partido de la Liberación Dominicana en 1978, a medida que su capacidad en la estancia política aumentaba y, su simpatía y trabajo dentro del partido crecía, logró alcanzar y hacerse presidenta de comité de base del partido. En esa organización fue presidenta del comité de intermedio José López H-3 del municipio de San Cristóbal, convirtiéndose así en miembro de la dirección municipal de la circunscripción principal.
Más adelante, en 2006, en el proceso electoral de medio término resultó elegida como regidora en el ayuntamiento municipal de San Cristóbal. Luego, en 2009 logró que su partido le concediera la candidatura a diputada para el proceso electoral venidero de 2010, donde resultó elegida en el período 2010-2016. Fue reelegida para el siguiente período 2016-2020.
El 25 de octubre del 2019, después de más de 40 años de militancia en el Partido de la Liberación Dominicana, Tamarez renunció a dicha organización política para acompañar al expresidente Leonel Fernández en la creación de un nuevo partido que se llamaría Fuerza del Pueblo.
Josefina Tamarez presentó sus intenciones de aspirar a la alcaldía de San Cristóbal por el partido Fuerza del Pueblo el 8 de julio de 2023. En la precandidatura su principar y único rival fue Edmundo García Mármol, que también buscaba la candidatura por la Fuerza del Pueblo, pero resultó derrotado por Tamarez.
Luego de unas reñida candidatura, Tamarez fue derrotada por Nelson de la Rosa, candidato por el partido oficialista, el Partido Revolucionario Moderno.